# Mary Church Terrell
Pour les articles homonymes, voir Terrell.
Mary Church Terrell, née le 23 septembre 1863 à Memphis dans l'État du Tennessee et morte  24 juillet 1954 à Annapolis dans l'État du Maryland, est une essayiste américaine et l'une des premières femmes afro-américaine à avoir obtenu un diplôme de l'enseignement supérieur. Elle devient une militante qui dirige de nombreuses associations et s'implique en faveur des droits civiques et du droit de vote des femmes. Elle est  la première afro-américaine à siéger à la Commission scolaire de la ville de Washington (district de Columbia) de 1895 à 1901, puis de 1906 à 1911. Elle est également la cofondatrice de la National Association of Colored Women's Clubs dont elle est la première présidente et une des fondatrices de la National Association for the Advancement of Colored People.

## Biographie

### Jeunesse et formation
Mary Church Terrell, née Mary Eliza Church, surnommée « Mollie » est la fille de Robert Reed Church, le fils illégitime de son maître le capitaine Charles B. Church, et Louisa Ayers Church, une domestique qui a appris à lire et à écrire et avait même reçu des cours de français. Tous les deux sont des anciens esclaves affranchis par le treizième amendement du 6 décembre 1865 abolissant l'esclavage qui se sont installés à Memphis. Le capitaine Charles B. Church se conduira vis-à-vis de Mollie comme un grand-père et sa grand-mère maternelle Eliza Ayres lui donnera le goût des livres en lui racontant des histoires et des contes et la sensibilisera à son héritage africain. Robert Reed Church est suffisamment clair de peau pour qu'on le prenne pour un blanc, tandis que sa mère Louisa est de couleur « café au lait », Mollie apprendra les problèmes de couleur de peau avec le temps. Ses parents ont veillé à ce qu'elle et son frère bénéficient de la meilleure éducation possible, c'est pourquoi ils envoient Mary, dès l'âge de ses 6 ans, suivre ses études à l'école primaire rattachée à l'Antioch College de Yellow Springs dans l'Ohio, l'un des rares établissements non ségrégués. Mollie y restera pendant 5 ans et sera sous la protection des Hunsters, un couple d'Afro-Américains propriétaires de la pension où elle réside. Elle fut souvent la plus jeune élève et la seule Afro-Américaine de sa classe et devra subir de temps à autre des remarques désobligeantes sur la couleur de sa peau, mais tenant tête, elle s'affirme en devenant la première de sa classe. À ses 12 ans, ses parents l'envoient suivre ses études secondaires dans un établissement public d'Oberlin dans l'Ohio, où elle devient pensionnaire. Mollie découvre de nouveaux sports le tennis, l'équitation, le baseball et fréquente le conservatoire de musique d'Oberlin où elle se fait remarquer par sa voix de contralto et est intégrée à un groupe musical qui lui permettra de chanter Le Messie de Haendel. Adolescente, elle est déjà admise dans une société  littéraire et franchissant tous les obstacles liés à sa couleur de peau, elle arrive à se faire éditer dans le journal de son école. Elle obtient son diplôme de fin d'études secondaires en 1879,.

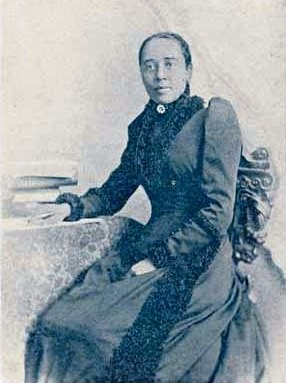
Anna J. Cooper.

Mary Church est acceptée par l'Oberlin College, l'une des rares universités non ségréguées des États-Unis, elle se spécialise dans la littérature classique et antique (grec et latin) à l'Oberlin College, elle est une des rares femme afro-américaine parmi des étudiants pour la plupart masculins et blancs mais s'intègre bien. En obtenant son Bachelor of Arts (licence) en 1884, elle est avec Anna J. Cooper et Ida Gibbs (en) l'une des trois afro-américaines diplômées de cette année par l'Oberlin College,. Elle poursuit ses études universitaires à l'Oberlin College et obtient le Master of Arts (mastère) en 1888,. Elle part ensuite étudier pendant deux ans en Europe, où elle visite la France, l’Allemagne, la Suisse, l’Italie et le Royaume-Uni.

### Carrière

#### Face aux préjugés

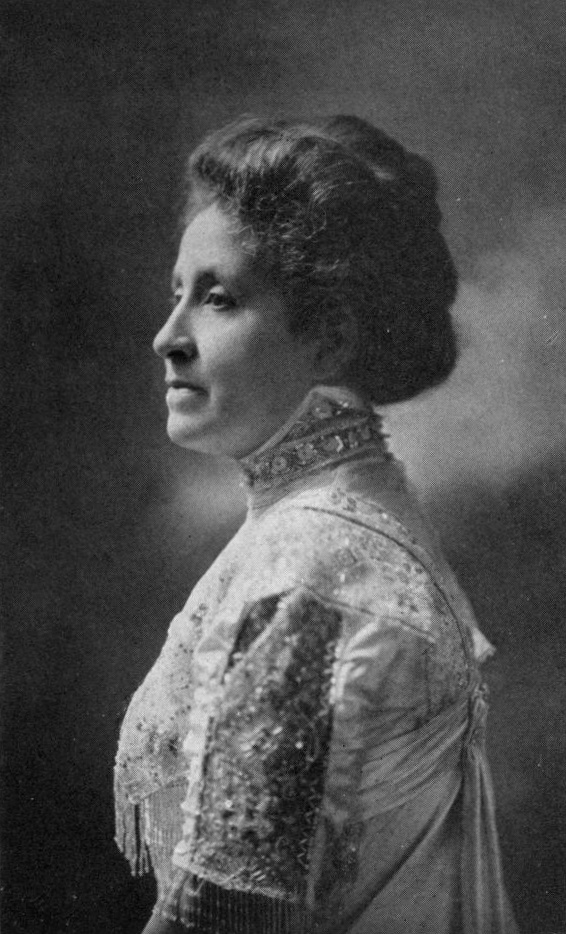
Mary Church Terrell.

De 1886 à 1888, Mary Church enseigne le latin et le grec dans un établissement d'enseignement secondaire (High School) réservé aux Afro-Américains, la M Street High School (en) à Washington (district de Columbia) connue de nos jours sous le nom de la Dunbar High School (Washington, D.C.) (en). Mariée depuis 1891, elle doit faire face aux préjugés envers les femmes universitaires, et plus généralement envers les femmes mariées qui travaillent, elles étaient l'objet de blagues et de caricatures les représentant comme mal attifées et accusées de violer les lois de la nature, leur place devant être celle de la femme au foyer, ce à quoi elle ne pouvait se résoudre.

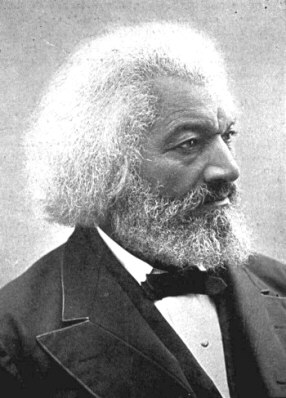
Portrait photographique de Frederick Douglass.

En 1892, alors qu'elle est enceinte, elle apprend le lynchage d'un ami d'enfance Tom Moss, aussitôt, elle contacte Frederick Douglass et tous les deux se rendent à la Maison Blanche pour demander au président Benjamin Harrison de condamner la pratique du lynchage et faire voter une loi allant dans ce sens, mais en vain ; pendant les 30 années suivantes elle combattra sans relâche les lynchages.

#### L'engagement féministe
Toujours en 1892, Mary Church Terrell accepte de prendre la direction d'une nouvelle organisation située à Washington (district de Columbia), la Colored Women's League (en) (Ligue des femmes de couleur). Trois années plus tard, la Ligue des femmes de couleurs  fusionne avec la Federation of Afro-American Women de Boston pour former la National Association of Colored Women (NACW) (Association nationale de femmes de couleur) dont la première présidente sera Mary Church Terrell et Frances Harper, la vice présidente,,.
Parallèlement en tant qu'enseignante à la M Street High School (en) elle s'est faite un nom en devenant la première afro-américaine à siéger à la Commission scolaire de la ville de Washington (district de Columbia) de 1895 à 1901.

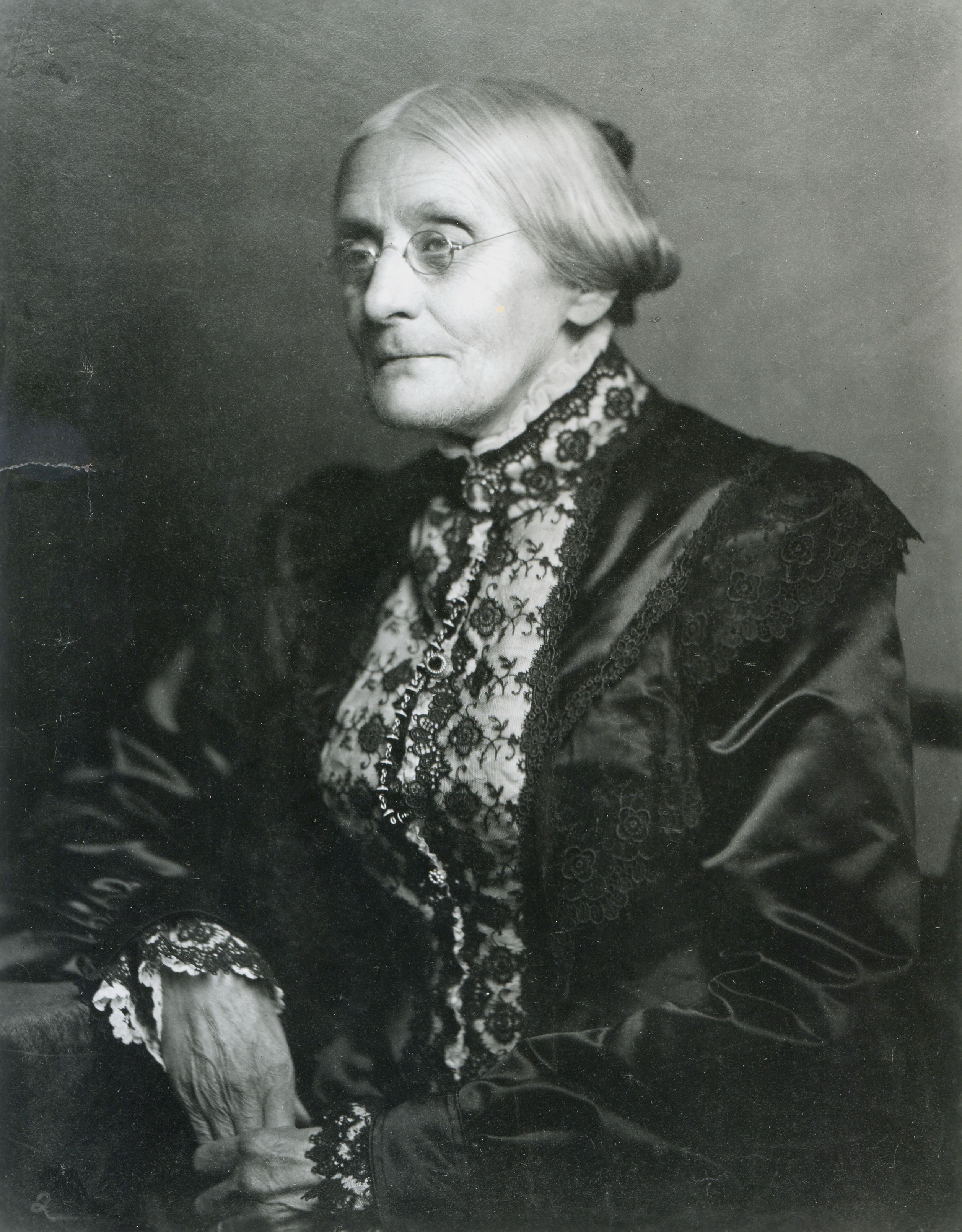
Portrait photographique de Susan B. Anthony.

Comme d'autres Afro-Américaines telles que Frances Harper ou Ida B. Wells, elle milite pour le droit de vote des femmes, les Afro-américaines se sentent comme des marginales face au mouvement des suffragettes animé principalement par des femmes d'origine européenne. Du fait de sa fonction de présidente de la NACW , elle est appelée à tenir des conférences auprès d'organisations de suffragettes blanches comme la National American Woman Suffrage Association (NAWSA). En 1896, elle prend la parole lors d'un meeting de la NAWSA  où elle expose la condition des femmes afro-américaines qui doivent subir les violences discriminatoires de la ségrégation en plus du sexisme, Susan B. Anthony lui demande si elle est membre de la NAWSA, ce à quoi  Mary Church Terrell lui répond que non qu'elle parle au nom de la NACW, c'est la première étape d'une amitié empreinte de respect mutuel. Susan B. Anthony invitera régulièrement Mary Church Terrell à des réunions de la NAWSA et à ses conventions, et elle devient membre à part entière de la NAWSA. En 1900, elle tient un discours de 30 minutes qui fait date devant la NAWSA, sur le thème de la juste cause du suffrage des femmes (Justice of Women Suffrage). Elle est la seule personne de couleur à prendre la parole au Congrès international des femmes de Berlin de juin 1904, et afin de mieux être écoutée, elle prononce son discours en allemand puis elle fera des réponses aux questions sur son discours en allemand, français et bien sûr en anglais. L'impact de son discours est tel qu'elle est invitée à voyager en Europe, ce qui lui permet de revoir les relations qu'elle s'était faites lors de son voyage précédent.
Après avoir convaincu les femmes  "blanches" d'intégrer les femmes de couleur au combat pour le droit de vote, il lui faut convaincre les hommes afro-américains ; pour cela elle va argumenter en leur démontrant que leur sexisme est du même ordre que le racisme qu'il subissent, qu'en fin de compte le racisme et le sexisme sont intrinsèquement semblables.

#### L'engagement au sein de la NAACP
En 1906, Mary Church Terrell intègre l'équipe préparatoire à la fondation de la National Association for the Advancement of Colored People (NAACP). Après la création de la NAACP en 1909, elle crée et organise la section locale de l'association à Washington (district de Columbia) et en devient sa vice-présidente. Comme les autres sections de la NAACP, celle du district de Columbia lutte contre la pratique du lynchage et des violences raciales mais aussi contre le racisme ordinaire que subissent quotidiennement les Afro-Américains ; à Washington (district de Columbia) quand  des Afro-américains assistaient à des concerts ou à des pièces de théâtre ils étaient relégués dans des galeries réservées aux gens de couleur, l'accès aux restaurants et hôtels du centre-ville leur était interdit tout comme la possibilité d’accéder à un logement dans ce même centre-ville, ils ne pouvaient se loger que dans les quartiers pauvres de la banlieue. Les transports publics de la ville étaient également ségrégués.
Le texte de sa conférence (Justice of Women Suffrage) est publié en 1912 par le magazine The Crisis, organe officiel de la NAACP, dans cet article elle démontre que le vote des femmes est indispensable pour faire avancer la justice raciale, que l'opposition au vote des femmes est une absurdité, que dénier le droit des femmes est discriminatoire, c'est écarter les femmes du genre humain, en faire des citoyennes de seconde zone.

#### La Première Guerre mondiale et le Congrès international des femmes de 1919

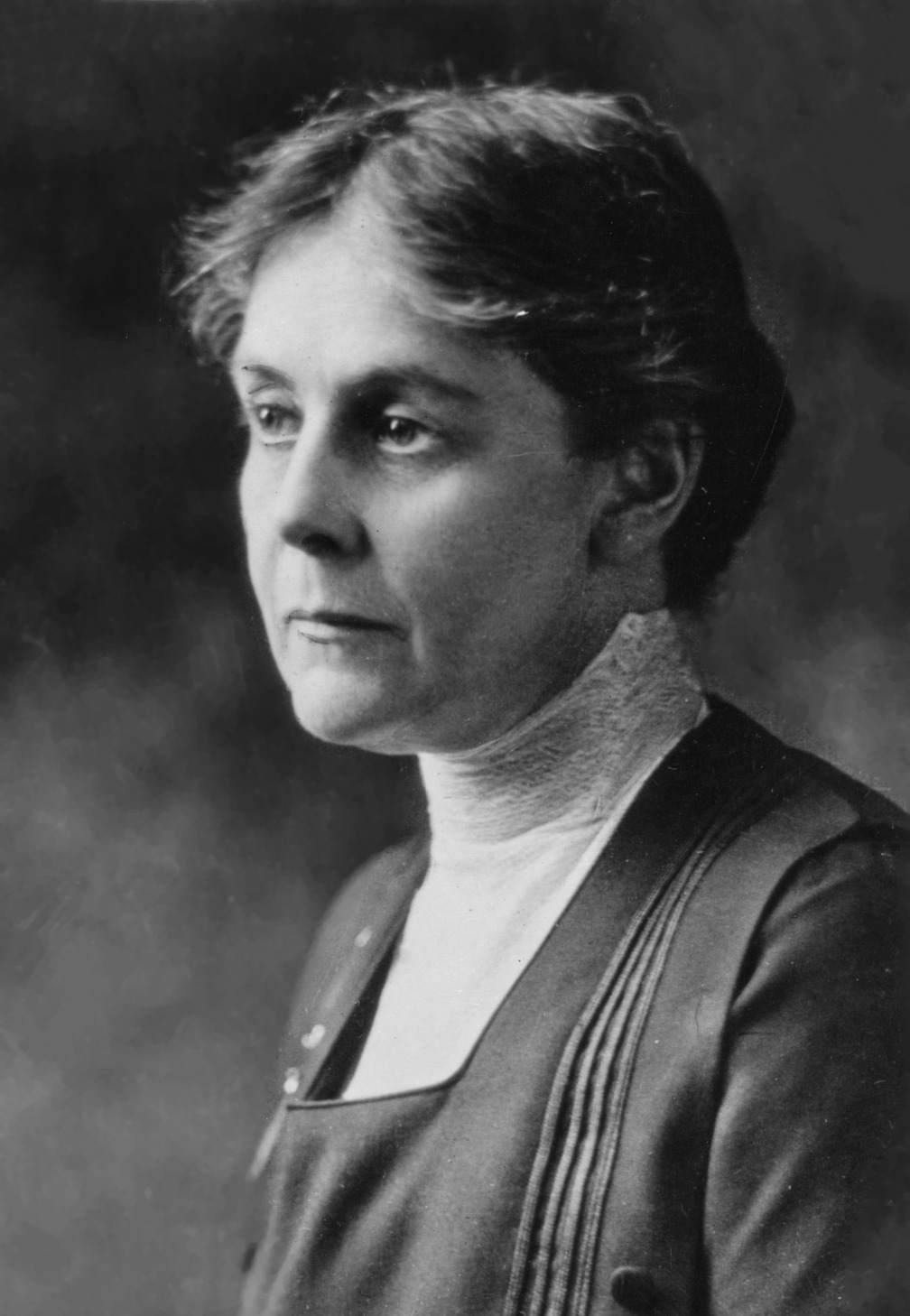
Portrait photographique d'Alice Hamilton.

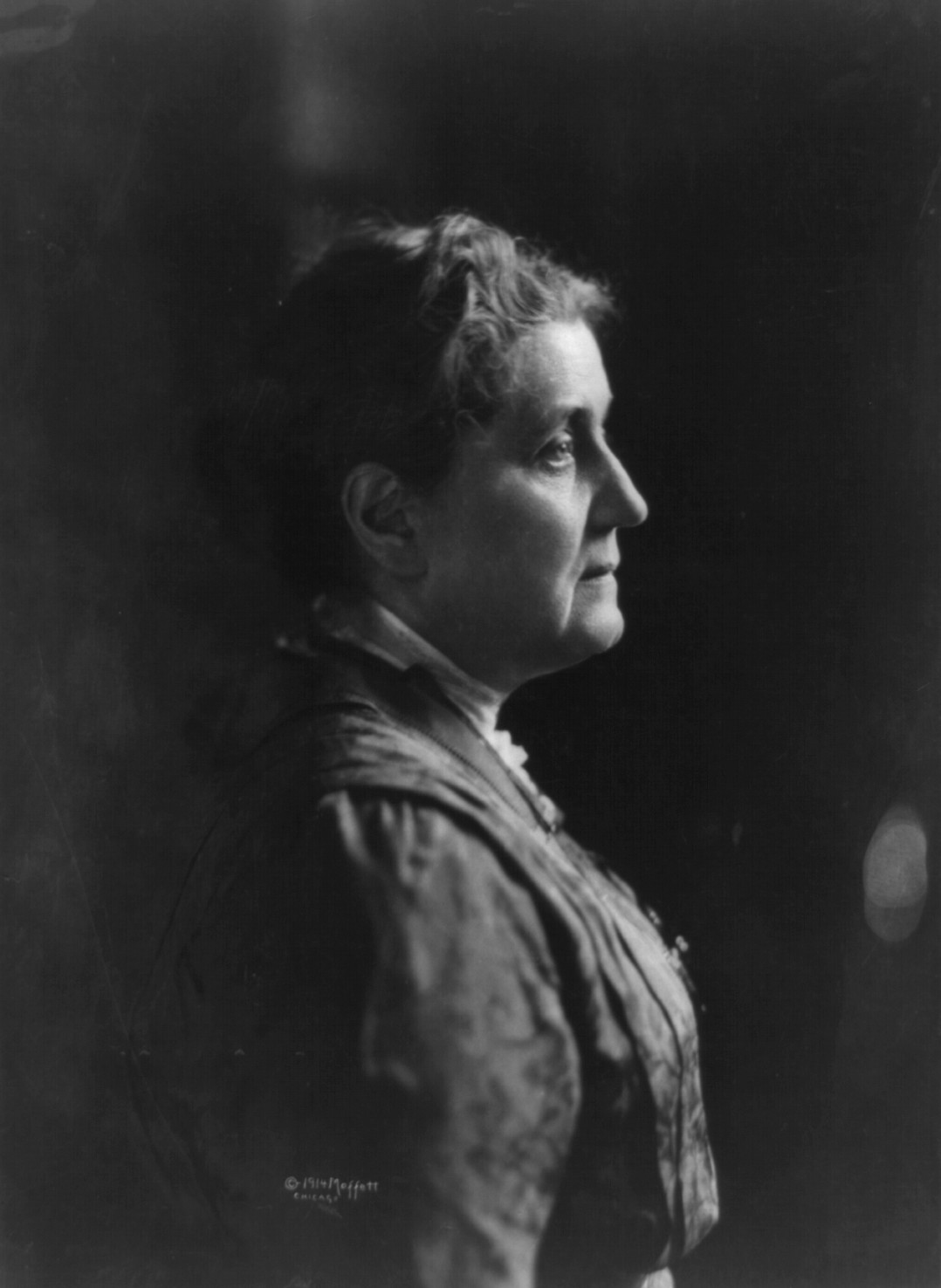
Portrait photographique de Jane Addams.

Quand les États-Unis s'engagent dans la première Guerre mondiale, il est fait appel aux femmes pour remplacer les hommes partis au front, Mary Church Terrell propose sa candidature pour travailler au ministère de la guerre (War Department) elle est acceptée grâce à sa connaissance du français et de l'allemand. Dans un premier temps elle est affectée dans un service de "Blanches", mais au bout de deux mois, à la suite de protestations liées à sa couleur, elle est transférée dans un service uniquement composé de "Noires" et humiliation suprême il lui est interdit d'utiliser les toilettes réservées pour les seules femmes blanches ; outrée elle va se plaindre à la direction pour lui demander le motif d'une telle discrimination, il lui est répondu que cela est lié au fait que « les femmes de couleurs sont réputées être des voleuses et des putains ! ». À la fin du conflit alors que les revendications des suffragettes atteint son point culminant, elle et sa fille Phyllis rejoignent les piquets qui se tiennent devant la Maison Blanche, manifestation organisée par le National Woman's Party. Pendant que se tiennent les différentes conférences pour établir les traités consécutifs à l'armistice de 1918, Mary Church Terrell fait partie des trente femmes composant la délégation américaine invitée pour participer au Congrès international des femmes qui se tient à Zurich en Suisse. Durant la traversée de l'Atlantique elle prend ses repas à la table du capitaine avec d'autres déléguées américaines comme Jane Addams (la présidente du Congrès), Florence Kelley, Alice Hamilton et Emily Balch,.

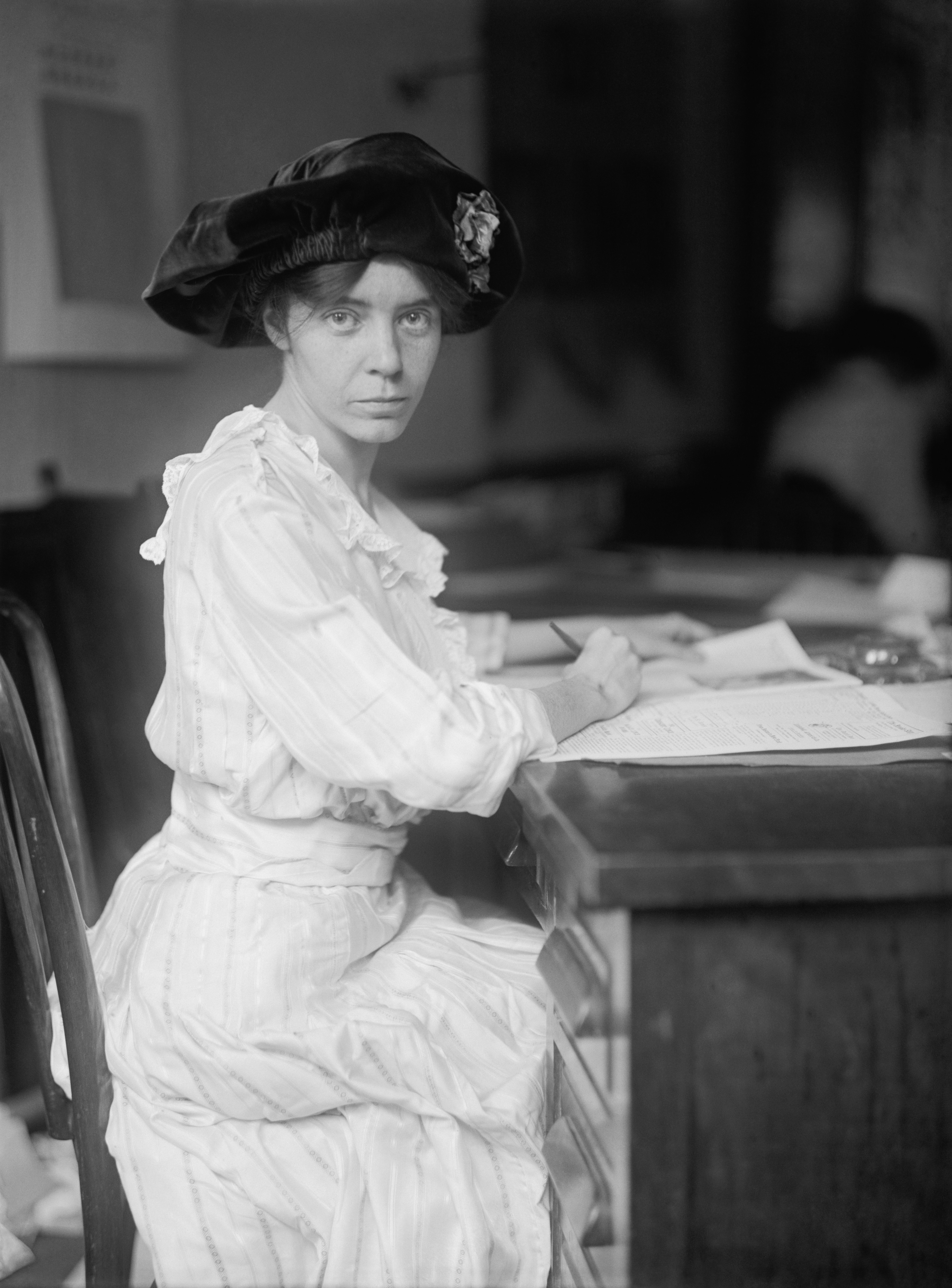
Portrait d'Alice Paul pris par le studio Harris & Ewing.

Le rapprochement entre les clubs de femmes afro-américaines et ceux des femmes blanches connait un point de friction et de désespérance. Lorsque le dix-neuvième amendement de la Constitution des États-Unis, est soumis au vote des sénateurs le 4 juin 1919, les dirigeantes du National Woman's Party (NWP), craignant un rejet du Sénat, demandent aux leaders des groupes de suffragettes afro-américaines de ne pas se joindre elles tant que le vote ne sera pas passé ; les déléguées afro-américaines ont acquiescé car ce qui comptait c'est que droit de vote des femmes soit entériné quelle que soit la couleur de peau. Une fois l'amendement passé à une voix près, des élus du Sud se sont empressés de déclarer qu'ils utiliseraient les Lois Jim Crow pour empêcher le vote des femmes afro-américaines. Lorsque Mary Church Terrell interpelle Alice Paul, leader du NWP, sur les possibles interventions pour pousser le Congrès à ouvrir une commission d'enquête sur les droits de vote des femmes afro-américaines dans le Sud, cette dernière ne peut que lui avouer avec diplomatie que tant que les lois Jim Crow empêcheront l'application des droits constitutionnels des afro-américains liés à l'adoption du treizième amendement du 6 décembre 1865 abolissant l'esclavage, mais surtout du quatorzième amendement de 1868, accordant la citoyenneté à toute personne née ou naturalisée aux États-Unis et interdisant toute restriction à ce droit, et du Quinzième amendement de 1870, garantissant le droit de vote à tous les citoyens des États-Unis, toute intervention en faveur des femmes afro-américaines du sud ne servira à rien, pire elles aggraveront leur situation, car elles rejoindront leurs hommes qui se font lyncher.

#### Les engagements pour les droits civiques et la vie politique américaine
Durant les années 1920, Mary Church Terrell devient membre du bureau exécutif  de la Ligue internationale des femmes pour la paix et la liberté et s'engage pleinement dans la vie politique de la ville de Washington (district de Columbia) en étant la présidente de la Southwest Community House de Washington et du District's Advisory Council on Playground and Recreation (Conseil consultatif du district sur l'aménagement des terrains de jeux et des loisirs). Elle est convoquée pour témoigner lors d'une commission d'enquête  sénatoriale pour une proposition de loi anti-lynchage et sur le problème que posent les classes surchargées des établissements scolaires ségrégués de Washington.
Après l'adoption du dix-neuvième amendement de la Constitution des États-Unis, Mary Church Terrell  est embauchée comme directrice des opérations auprès des femmes de couleur de la côte est pour le compte du Comité national républicain ; elle va sillonner la Côte est des États-Unis du Massachusetts au Delaware pour tenir meeting sur meeting  afin d'amener les femmes de couleur à user de leur droit de vote. Avant chacune de ses prises de paroles elle fait chanter l'hymne national The Star-Spangled Banner. Pendant cette campagne, elle travaille en étroite collaboration avec son demi-frère Robert Church Jr. (en), membre du Comité national républicain du Tennessee, l'un des rares Afro-Américains du sud ayant un poids politique dans une région où le Parti Démocrate est solidement implanté.

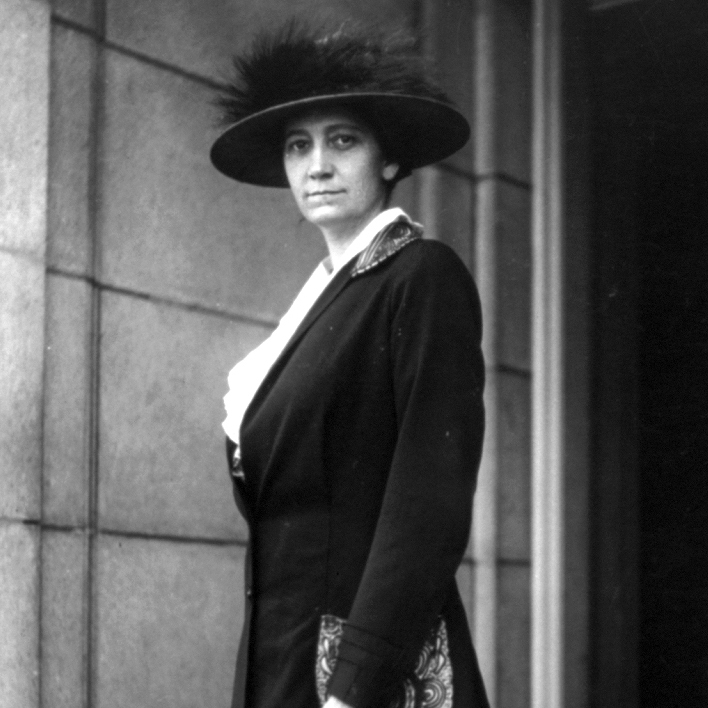
Portrait photographique de Ruth Hanna McCormick.

En 1929, Ruth Hanna McCormick, l'une des rares femmes élues à la Chambre des représentants décide de se présenter au Sénat, cette dernière fait appel  à Mary Church Terrell pour qu'elle mène sa campagne électorale auprès des Afro-Américains de l'Ohio, ce qu'elle fera. En 1932, elle se rend à New York pour travailler sous les auspices du Comité national des républicains pour soutenir la réélection d'Herbert Hoover, qui perdra face au  démocrate Franklin Delano Roosevelt. Quand après 1936, de nombreux Afro-Américains quittent le parti de Lincoln pour soutenir Franklin Delano Roosevelt, bien qu'elle admire Eleanor Roosevelt qu'elle juge plus avancée que son époux vis à vis de la question raciale, Mary Church Terrell continue sa fidélité au Parti républicain.

#### Les dernières années et les derniers combats

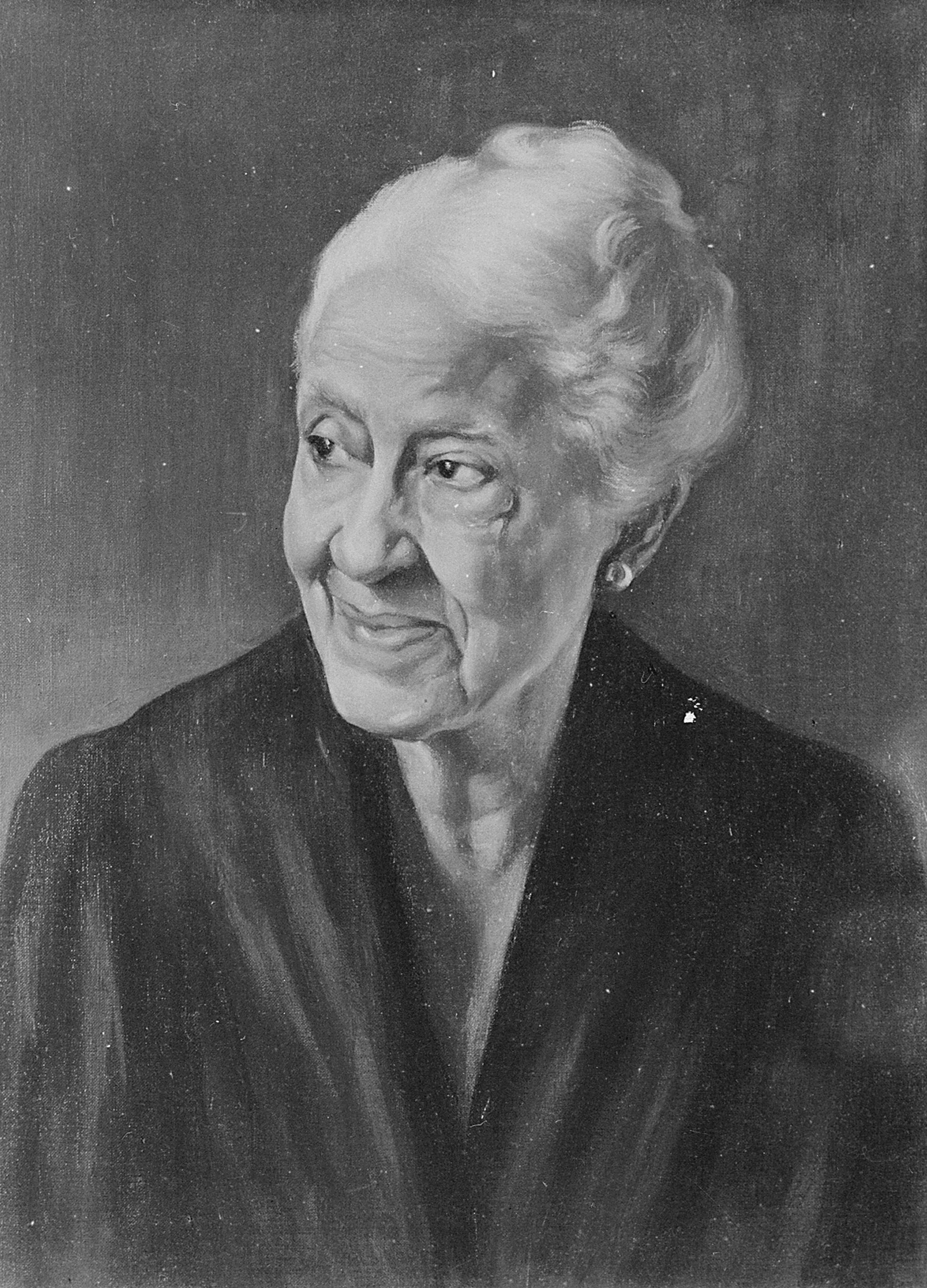
Mary Church Terrell.

En 1937, elle embarque pour le Royaume-Uni, elle y fait une conférence auprès de l'assemblée internationale de la Word of Faith Fellowship (en), puis elle est reçue par Lady Astor  première femme ayant siégé au Parlement britannique et y prend également le thé avec Haïlé Selassié. De retour aux États-Unis, elle écrit des articles historiques pour la revue The Journal of African American History (en) fondée par Carter G. Woodson. En 1940, elle publie son autobiographie A Colored Woman In A White World qui décrit tout ce qu'une Afro-Américaine doit subir en termes de discrimination dans son propre pays. Durant la seconde guerre mondiale elle baptise un liberty ship le SS Harriet Tubman (en).
En 1946, elle pose sa candidature pour devenir membre de l'American Association of University Women (AAUW), c'est sans surprise que sa candidature est rejetée, mais elle répond qu'elle serait une « lâche finie » si elle n'ouvrait pas la voie à l'admission de femmes de couleurs à l'AAUW. Au bout de trois années d'appels et de négociation, en 1949, l'AAUW vote une résolution où elle déclare « accueillir à bras ouverts les femmes noires ». Peu de temps après sa victoire sur l'AAUW, elle est nommée présidente honoraire du Coordinating Committee for the Enforcement of the District of Columbia's Anti-Discrimination Laws (Comité de coordination pour faire respecter les lois anti-discriminatoires du district de Columbia) fondée par son amie Annie Stein (en) qui en est la secrétaire générale. Ce comité est soutenu par le Parti progressiste des États-Unis et la National Lawyers Guild (en) dont l'objectif est d'en finir avec les lois discriminatoires qui interdisent aux personnes couleur l'accès aux restaurants, théâtres et autres établissements et aires publics, loi qui furent établies 75 ans auparavant. Loin de rester dans une fonction honorifique, Mary Church Terrell prend une véritable place de présidente en tenant conférences sur conférences et en devient une force motrice. Le 7 janvier 1950, elle prend la tête d'un petit groupe de quatre personnes qui pénètrent dans un restaurant proche de la Maison Blanche, avant qu'ils ne puissent commander, ils sont priés de quitter l'établissement. Immédiatement le Comité de coordination dépose une plainte contre l'établissement pour violation des lois anciennes, antérieures aux lois Jim Crow. Au bout de six mois de négociation, une vingtaine de restaurants décident de mettre fin à la discrimination, mais il reste une centaine d'établissements qui suivent l'intransigeance du syndicat des propriétaires de restaurant la puissante Washington Restaurant Association (en). Pour faire échec à la Washington Restaurant Association, Mary Church Terrell conduit une politique de boycott avec des piquets devant l'entrée des établissements. Un par un, les établissements et magasins capitulent face à la détermination des piquets animés par Mary Church Terrell, si bien que l'affaire est portée devant la Cour suprême qui rend son avis le 8 juin 1953, le juge William O. Douglas la communique en disant que les lois discriminatoires de 1872 et 1873 sont abolies et que les gens de couleurs peuvent manger dans n'importe quel restaurant de leur choix. Cette victoire couronne également le quatre-vingt-dixième anniversaire de Mary Church Terrell et donne lieu à des festivités,,.
Malgré son grand âge, en pleine période du Maccarthysme, elle va plaider la cause d'une fermière afro-américaine de la Géorgie, Rosa Lee Ingram (en), et de ses deux fils condamnés à mort pour avoir tué un Blanc qui les avait menacés avec un fusil, elle prend même la tête du comité national pour la libération de la famille Ingram, elle porte l'affaire devant l'Organisation des Nations Unies et se rend en Géorgie pour demander l'amnistie auprès du gouverneur qui la refuse, mais son action a porté l'affaire devant le grand public et finalement la famille Ingram sera libérée le 26 août 1959,,.
Cette militante infatigable des droits civiques aura la satisfaction de voir la publication de l'arrêt de la Cour suprême Brown v. Board of Education du  17 mai 1954 (arrêt 347 U.S. 483) qui déclare la ségrégation raciale inconstitutionnelle dans les écoles publiques et qui est une étape décisive dans la fin de la ségrégation aux États-Unis,. Deux mois après, alors qu'elle est dans son cottage avec ses filles à la station balnéaire de Highland Beach (Maryland), elle s'effondre, elle est conduite au Anne Arundel Medical Center (en) d'Annapolis où elle décède de vieillesse le 24 juillet 1954. Quelques jours après, sa dépouille est exposée au siège de la National Association of colored Women, à Washington (district de Columbia), où des milliers de personnes vont se rendre pour lui rendre un dernier hommage.

### Vie privée
Le 18 octobre 1891, à Memphis, Mary épouse Robert Heberton Terrell (en) un homme de loi, le couple donne naissance à quatre  enfants, trois d'entre eux décèdent en bas âge, seule vivra leur fille Phyllis Terrell (en) née en 1898, elle est prénommée Phyllis en hommage à Phillis Wheatley, la première poète afro-américaine et en 1905, ils adoptent une de leurs nièces Mary Terrell,. 
En 1921, Robert Heberton Terrell est frappé par un accident vasculaire cérébral, et décède des suites d'une défaillance cardiaque en décembre 1925.
Mary Church Terrell repose au Lincoln Memorial Cemetery (Suitland, Maryland) (en)  aux côtés de son époux Robert Heberton Terrell.

## Archives
Les archives de Mary Church Terrell sont déposées et consultables à Bibliothèque du Congrès, ainsi qu'à la bibliothèque de l'Oberlin College et à la bibliothèque de l'Université Howard.

## Œuvres
- (en-US) The Progress of Colored Women, CreateSpace Independent Publishing Platform, 1901,  rééd. 10 avril 2018, 62 p. (ISBN 9781987693775, lire en ligne),
- (en-US) What It Means to be Colored in the Capital of the United States, The Independant, 24 janvier 1907, 7 p. (OCLC 8563485896),
- (en-US) A Colored Woman In A White World, Humanity Books, 1940, rééd. 1996, 3 juin 2005, 504 p. (ISBN 9781591023227, lire en ligne),

## Héritage et honneurs
- La première dame Mamie Eisenhower, dans une lettre lue lors d'une convention de la National Association of Colored Women (NACW), salue ainsi la mémoire de Mary Church Terrell : « For more than 60 years, her great gifts were dedicated to the betterment of humanity, and she left a truly inspiring record / Pendant plus de 60 ans, ses grands dons ont été consacrés à l'amélioration de l'humanité et elle laisse comme souvenir un exemple qui ne peut que nous inspirer. »[51].
- La Maison de Mary Church Terrell (en) est devenue un site historique de Washington (district of Columbia) et figure sur le National Historic Landmark depuis 1975[52],[53],[54].
- En 2002, Molefi Kete Asante l'a classée dans sa liste des 100 Greatest African Americans[55].
- En 2009, à l'occasion du centième anniversaire de la création de la National Association for the Advancement of Colored People (NAACP), l'United States Postal Service édite une série de timbres en hommage à ses fondateurs dont l'un qui représente Mary Church Terrell aux côtés de Mary White Ovington[56].
- En 2020, a lieu la cérémonie d'admission de Mary Church Terrell avec Toni Morrison, Henrietta Lacks, Aretha Franklin, Barbara Hillary et Barbara Rose Johns (en) au National Women's Hall of Fame de Seneca Falls, New York[57]. Cérémonie virtuelle pour cause de Covid-19[58],[59].

## Pour en savoir plus

#### Notices dans encyclopédies et ouvrage de références
- (en-US) Dorothy Sterling, Black Foremothers: Three Lives, Feminist Press at CUNY, 1993 (1re éd. 1979), 226 p. (ISBN 9780935312898, lire en ligne), p. 119-157. ,
- (en-US) Jessie Carney Smith (dir.), Notable Black American Women: Book I, Gale Research, 20 décembre 1991, 1334 p. (ISBN 9780810347496, lire en ligne), p. 1115-1119. ,
- (en-US) American National Biography, volume 21, Oxford University Press-USA, 1999 (ISBN 0195206355, lire en ligne), p. 457-458,
- (en-US) Women in World History : a Biographical Encyclopedia, volume 15, Yorkin Publications, 1999, 919 p. (ISBN 9780787640743, lire en ligne), p. 302-307,
- (en-US) African American Encyclopedia, volume 9, Cavendish Square Publishing, 1er janvier 2001, 2704 p. (ISBN 9780761472155, lire en ligne), p. 2468-2471. ,
- (en-US) Paul Finkelman (dir.), Encyclopedia of African American History, 1896 to the Present, volume 4, Oxford University Press, USA, 2 février 2009, 509 p. (ISBN 9780195167795, lire en ligne), p. 449-451,
- (en-US) Alison M. Parker, Articulating Rights: Nineteenth-century American Women on Race, Reform, and the State, Northern Illinois University Press, 5 février 2010, 295 p. (ISBN 9780875804163, lire en ligne), p. 176-211. ,
- (en-US) The complete encyclopedia of African American history, volume 2, African American Publications, janvier 2014, 837 p. (ISBN 9781578595389, lire en ligne), p. 206-207, 361, 538,

#### Essais
- (en-US) Beverly Washington Jones, Quest For Equality: The Life And Writings Of Mary Eliza Church Terrell, 1863-1954, Carlson Publishing, 1990, 392 p. (ISBN 9780926019195, lire en ligne),
- (en-US) Gwenyth Swain, Civil Rights Pioneer: A Story about Mary Church Terrell, Carolrhoda Books, 1er janvier 1999, 72 p. (ISBN 9781575053554, lire en ligne),
- (en-US) Cookie Lommel, Mary Church Terrell: Speaking Out For Civil Rights, Enslow Publishers, 1er août 2003, 120 p. (ISBN 9780766021167, lire en ligne),

#### Articles
- (en-US) Georgia Douglas Johnson, « To Dr. Mary Church Terrell • Crusader », Negro History Bulletin, vol. 17, no 2,‎ novembre 1953, p. 42 (1 page) (lire en ligne ),
- (en-US) « Mary Church Terrell », The Journal of Negro History, vol. 39, no 4,‎ octobre 1954, p. 334-337 (4 pages) (lire en ligne ),
- (en-US) Elizabeth F. Chittenden, « As we climb : Mary Church Terrell », Negro History Bulletin, vol. 38, no 2,‎ février-mars 1975, p. 350-354 (5 pages) (lire en ligne ),
- (en-US) Beverly W. Jones, « Mary Church Terrell and the National Association of Colored Women, 1896 to 1901 », The Journal of Negro History, Vol. 67, No. 1, vol. 67, no 1,‎ printemps 1982, p. 20-33 (14 pages) (lire en ligne ),
- (en-US) Audrey Thomas McCluskey, « Setting the Standard: Mary Church Terrell's Last Campaign for Social Justice », The Black Scholar, vol. 29, nos 2/3,‎ été 1999, p. 47-53 (7 pages) (lire en ligne ),
- (en-US) Elizabeth McHenry, « Toward a History of Access: The Case of Mary Church Terrell », American Literary History, vol. 19, no 2,‎ été 2007, p. 381-401 (21 pages) (lire en ligne ),
- (en-US) Martha Solomon Watson, « Mary Church Terrell vs. Thomas Nelson Page: Gender, Race, and Class in Anti-Lynching Rhetoric », Rhetoric and Public Affairs, vol. 12, no 1,‎ printemps 2009, p. 65-89 (25 pages) (lire en ligne ),